# لحشاشدة الشمالية (أولاد حسون)
لحشاشدة الشمالية هي إحدى مشيخات المملكة المغربية، تتبع جغرافيا لعمالة مراكش وإداريًا لأولاد حسون. يقدر عدد سكانها بـ 8037 نسمة حسب الإحصاء الرسمي للسكان والسكنى لسنة 2004.